# Сок-Сок
Сок-Сок (каз. Соқ-Соқ) — упразднённое село в Сарыагашском районе Туркестанской области Казахстана. Входило в состав Жибекжолинского сельского округа. 
Исключено из учётных данных в 2023 году.
Код КАТО — 515461800.

## Население
В 1999 году население села составляло 14 человек (7 мужчин и 7 женщин). По данным переписи 2009 года, в селе проживало 14 человек (8 мужчин и 6 женщин).